# Babadag
Babadag (turc Babadağ o Baba Dagh, Babadagh o Babadaghi) és una ciutat del comtat de Tulcea, Romania, en un petit llac format pel riu Taita a la zona boscosa al nord de la Dobrudja. El nom vol dir la "Muntanya del Pare". El llac Babadag està dividit per una franja de maresmes del llac Razim, una fulla d'aigua que comunica amb la mar Negra. La seva població és de 10.038 habitants (2002). El 1900 la població era de 3500 habitants. Els habitants són romanesos, turcs (13%) i altres minories (3%)

## Història
Porta el nom del dervix llegendari Baba Sari Saltik que hauria portat a un grup de turcoples d'Anatòlia fins a la Dobrudja al segle xiii i s'hauria establert amb ells a la rodalia de la moderna ciutat. La veritable localització de la tomba del dervix es desconeix avui dia. Babadag és la localització més probable.
El lloc (anomenat Baba Saltuk) fou visitat per Ibn Battuta el 1332/1333 i ja esmenta la tomba i descriu el lloc com a posició avançada turca al límit amb l'Horda d'Or. Baiazet I la va conquerir pels otomans el 1393 però no se sap si la instal·lació fou permanent, doncs l'annexió sembla datar del 1416/1417. Baiazet I la va poblar amb colons tàrtars. El 1538 hi va estar quatre dies el sultà Solimà i va visitar la tomba; en aquest temps es creu que era part del sandjak de Silistra i era molt poc important. El 1593 va ser constituïda en un voyvodalik de l'eyalat d'Özu
Als segles xvi i xvii va ser atacada diverses vegades pels cosacs zaporotges i fins i tot pels tàtars de Crimea i una part de la població va emigrar cap al sud. Murat IV hi va fer construir una fortalesa però el 1652 consta que existia però estava sense guarnició. Fou un lloc de concentració dels exèrcits otomans que feien campanyes cap al nord.
Fou ocupada per Rússia (general Pozorovsky) el 1809 i retornada a Turquia el 1812. El 1878 fou cedida a Romania quan formava un kada del sandjak de Tulča al wilayat de Tuna. Els russos la van bombardejar el 1854.

## Base d'entrenament militar
Babadag és seu d'una base d'entrenament de l'exèrcit de Romania amb un area de 270 km², un dels centres d'entrenament més moderns d'Europa. Forces amaericanes estan desplegades a la base.